# Elnaz Rekabi
Elnaz Rekabi, née le 20 juillet 1989 à Zandjan, est une grimpeuse iranienne.
Lors des championnats du monde d'escalade de 2021 elle obtient la médaille de bronze dans l'épreuve du combiné.
L'année suivante, lors des championnats d'Asie d'escalade et alors qu'ont lieu des manifestations contre le port du voile islamique obligatoire en Iran, elle concourt sans porter le hidjab imposé par la république islamique. Le lendemain, des proches annoncent qu'ils sont sans nouvelle de l'athlète, alors que l'ambassade d'Iran indique quant à elle qu'elle est bien rentrée avec le reste de l'équipe.
Elle déclare à son retour que la décision de retirer son voile n'était « pas intentionnelle », mais plusieurs observateurs considèrent que la sportive a été contrainte par les autorités iraniennes de faire cette déclaration,.
À la fin de l'année 2022, la BBC fait d'elle une des 100 femmes distinguées dans le cadre de sa série 100 Women.